# 洛陽江
洛陽江，簡稱洛江，是福建省泉州市的河流，是泉州第二大河流，發源於泉州市洛江區樸鼎山，全長39公里，流經羅溪鎮、河市鎮等，與支流後深溪匯合，最後在東海鎮注入泉州灣，在下游有著名景區洛陽橋及「河口濕地自然保護區」，流域面積229平方公里。
系西晉永嘉南渡之中原洛陽人客居至此，因心系故鄉洛陽，故以洛陽名之。